# Armando Estrada Rivero
Armando Julián Estrada Rivero (Santa Clara, 28 gennaio 1930) è un ex cestista cubano.

## Carriera
Ha disputato i Giochi della XV Olimpiade, disputando quattro partite e segnando 7 punti.